# Windkraftanlagen Laichingen-Weidstetten
Die Windkraftanlagen Laichingen-Weidstetten sind zwei Windkraftanlagen vom Typ Vestas V136-3.6MW, die seit Anfang Juli 2024 im Gewann Weidstetten nördlich der Gemeinde Laichingen in Baden-Württemberg errichtet wurden. Der Windpark ging am 13. Mai 2025 in Betrieb.

## Galerie

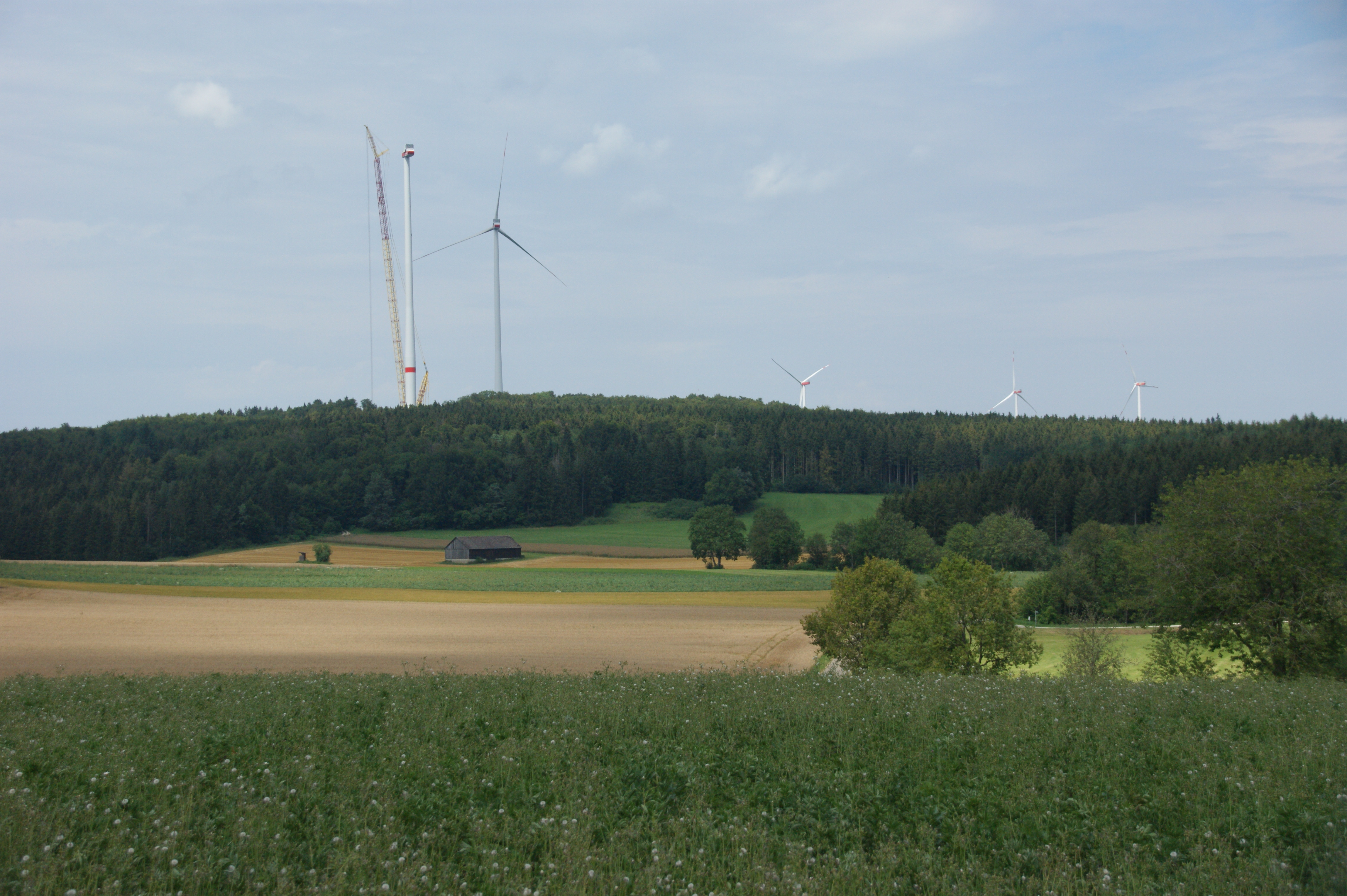
Die Windräder (Vestas V136-3.6) der Windkraftanlagen Laichingen-Weidstetten, gesehen am 2024-07-27 nahe des Laichinger Schützenhauses, Blickrichtung Norden. Die Flügelmontage bei der südlichen Anlage steht kurz bevor.
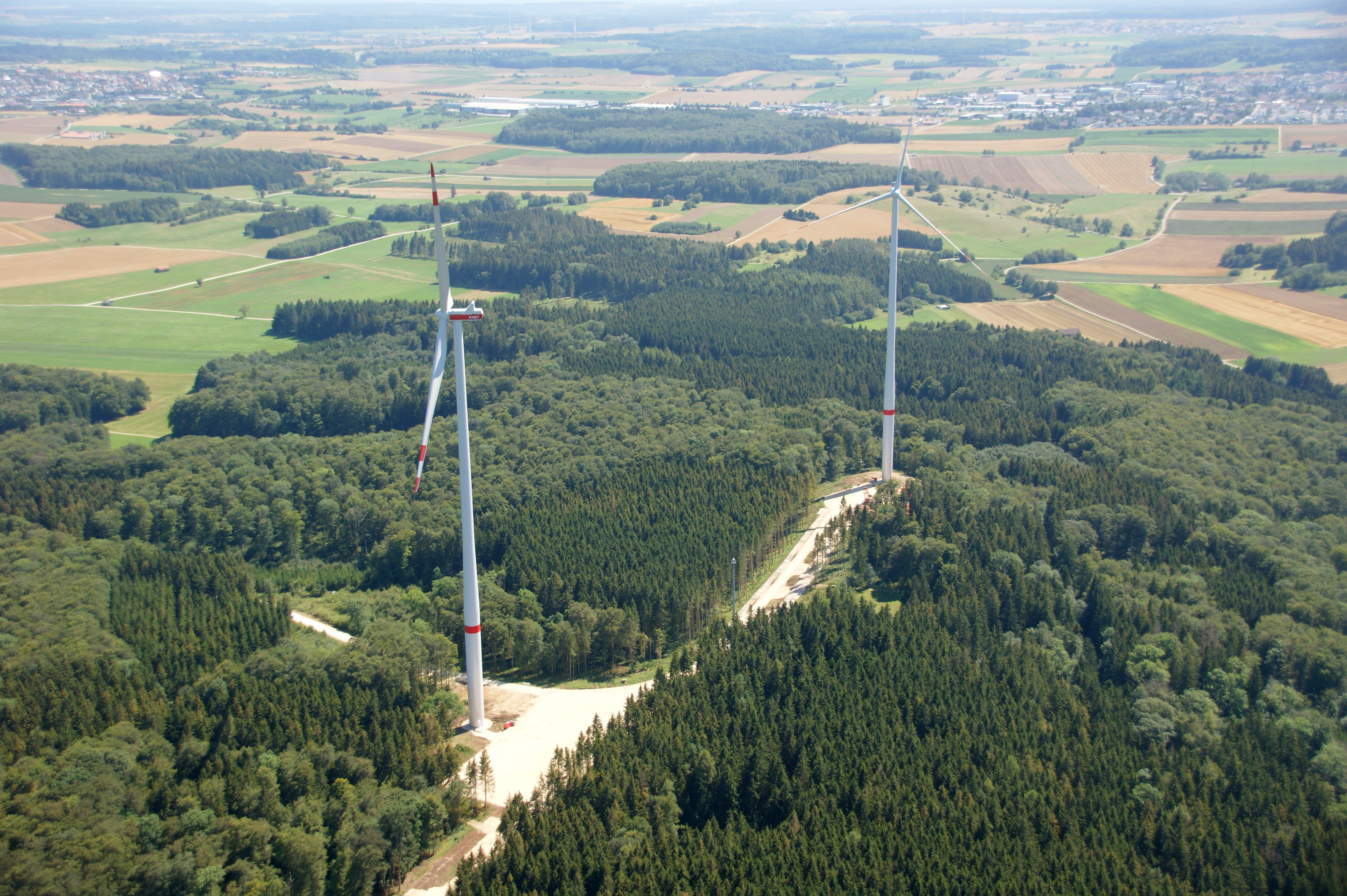
Luftbild der Anlagen (2024-08-11, Blickrichtung SSO). Im Hintergrund links ist Machtolsheim, mitte rechts das Gewerbegebiet 'Laichinger Alb' und der östliche Teil von Laichingen.